# Nicaragua a 2011-es úszó-világbajnokságon
Nicaragua a 2011-es úszó-világbajnokságon három úszóval vett részt.

## Úszás
Férfi
| Versenyző  | Esemény                       | Selejtező | Selejtező | Elődöntő          | Elődöntő          | Döntő             | Döntő             |
| Versenyző  | Esemény                       | Idő       | Helyezés  | Idő               | Helyezés          | Idő               | Helyezés          |
| ---------- | ----------------------------- | --------- | --------- | ----------------- | ----------------- | ----------------- | ----------------- |
| Omar Nunez | Férfi 100 méteres gyorsúszás  | 56.76     | 80        | Nem jutott tovább | Nem jutott tovább | Nem jutott tovább | Nem jutott tovább |
| Omar Nunez | Férfi 1500 méteres gyorsúszás | 17:41.77  | 27        |                   |                   | Nem jutott tovább | Nem jutott tovább |

Női
| Versenyző               | Esemény                       | Selejtező | Selejtező | Elődöntő          | Elődöntő          | Döntő             | Döntő             |
| Versenyző               | Esemény                       | Idő       | Helyezés  | Idő               | Helyezés          | Idő               | Helyezés          |
| ----------------------- | ----------------------------- | --------- | --------- | ----------------- | ----------------- | ----------------- | ----------------- |
| Fabiola Isabel Espinoza | Női 50 méteres gyorsúszás     | 28.18     | 48        | Nem jutott tovább | Nem jutott tovább | Nem jutott tovább | Nem jutott tovább |
| Fabiola Isabel Espinoza | Női 100 méteres gyorsúszás    | 1:03.54   | 60        | Nem jutott tovább | Nem jutott tovább | Nem jutott tovább | Nem jutott tovább |
| Dalia Torrez            | Női 50 méteres pillangóúszás  | 29.67     | 37        | Nem jutott tovább | Nem jutott tovább | Nem jutott tovább | Nem jutott tovább |
| Dalia Torrez            | Női 100 méteres pillangóúszás | 1:05.71   | 43        | Nem jutott tovább | Nem jutott tovább | Nem jutott tovább | Nem jutott tovább |